# Zuzubalândia
Zuzubalândia foi um programa infantil brasileiro. Foi criado por Mariana Caltabiano, sendo seu primeiro trabalho de grande reconhecimento diante do público. O programa gira em torno de Zuzu, uma abelinha que mora em Zuzubalândia junto com todos os seus amigos. Foi exibido de 1998 a 1999, no SBT, dentro dos programas Bom Dia e Cia, Sábado Animado e Sessão Desenho.
Em 1999, o programa foi ao ar pela RedeTV!, no programa Galera na TV, apresentado pela ex-Paquita Andréa Sorvetão. No ano 2000, a RedeTV! produziu um novo programa chamado A Turma da Zuzubalândia. Em 2013, o programa foi exibido pela TV Rá-Tim-Bum, ficando no ar até 2015. 
Recentemente, o Boomerang lançou uma nova série animada com o mesmo título, que também foi exibida nos canais Cartoon Network, Tooncast e SBT.

## História[7]
Existe um reino chamado Zuzubalândia, onde as montanhas são feitas de sorvete, as casas de doces e os rios de chocolate. Os carros são carrinhos de supermercados. O sol é em formato de bala e a lua, de mel. Lá todo mundo esquia e faz bonecos de sorvete nas montanhas geladas. A personagem principal se chama Zuzu, ela é uma abelha de olhos verdes, sapatos pretos e nariz cor-de-rosa. Em Zuzubalândia tem um garoto chamado Briga Deiro, ele é louco por judô, karatê e capoeira. Zuzu é apaixonada por ele. Tem a Maria Mole, uma garota super preguiçosa. Ela é tão preguiçosa que as vezes anda de carrinho de supermercado para não ter que usar os pés. Tem a Pipoca, que vive pulando. Ela é namorada do Suspiro, um garoto romântico, que é apaixonado por ela. O Sushiroco é um garoto japonês que gosta de fazer sushi e é louco da cabeça, pois diz a lenda de que um dia bateu a cabeça em um Tubarão-martelo. O Fast Food é um garoto, que serve de mensageiro para o reino, sendo assim, ele sempre esta com pressa. Também tem o Laricão, um cachorro guloso que adora deitar e rolar em poças de ketchup e maionese.
Em um dia, as avós de Zuzubalândia(Vovó Hortinha, Balinha e Quitandinha) foram raptadas pela malvada Bruxa Anoréxica, que serve de vilã para toda a série. Segundo dito no programa, ela foi "transformada" em uma bruxa por uma "maldição" chamada anorexia. A maldição fez com que ela ficasse com ódio de comida, e impedisse as avós do reino que cozinharem para todos. O plano da bruxa era destruir Zuzubalândia e fritar as avós em azeite fervendo. Mais tarde, os personagens são avisados pelo Rei Apetite que existe uma receita que pode derrotar a bruxa, no entanto, só as avós do reino sabiam aonde estava essa receita. Eles bolam um plano para destruir a Anoréxica, no entanto, acabaram sendo capturados pela bruxa, logo depois. Mesmo com os obstáculos, eles conseguem prender a bruxa, e fazem ela tomar a receita, fazendo com que ela se torne uma linda princesa. Depois disto, Zuzubalândia virou paz.

## Produção
Zuzubalândia surgiu de um livro chamado Jujubalândia, escrito por Mariana Caltabiano, com a mesma história do programa de TV, no entanto, com um nome diferente para o reino e sem a personagem Zuzu. O livro fez muito sucesso, e logo depois, a autora do livro criou e dirigiu um episódio piloto do que seria um programa de TV, agora com o nome de Zuzubalândia, dando ênfase a personagem, Zuzu, criada para ser a protagonista show. O piloto foi apresentado para Silvio Santos, que gostou tanto do formato, que acabou pagando 500 mil reais por um pacote de 120 inserções. O programa era educativo, e tentava resgatar os temas educacionais e "politicamente corretos" para o público infantil de 3 a 10 anos de idade, que haviam sido abandonados naquela época, com inserções de cinco minutos exibidas várias vezes ao dia no SBT. O programa de auditório era comandado por dezessete personagens bonecos, com a mesma equipe que trabalhava nesse mesmo formato de programa na TV Cultura.
Os personagens interagiam com a plateia por meio de brincadeiras e paródias de comerciais, novelas, filmes e programas de auditório conhecidos do grande público. Se tornou um grande sucesso no SBT, por um ano tendo um total de 120 episódios de 4 minutos cada. O programa acabou no mesmo ano para que a criadora começasse a se dedicar a sua nova série: A Turma da Garrafinha na Rede Globo.

## Personagens
- Zuzu é uma abelinha, com olhos verdes, sapatos pretos e nariz cor-de-rosa. Ela quer ser uma cantora famosa a todo custo, no entanto, ela não canta nada bem, sendo apelidada pelos amigos de "desafinada", "arara rachada" e outros. Sua cor preferida é a cor do mel, e seus ídolos são Melzibzon (alusão ao ator Mel Gibson), Michael Jaca (alusão a Michael Jackson) e Melvis (alusão a Elvis). Inclusive, seu sonho é contracenar com "Melzibzon". Ela é apaixonada pelo Briga Deiro, embora ele não retribua este sentimento. Zuzu foi uma personagem criada para o show, uma vez que ela não existe no livro original Jujubalândia.
- Briga: Seu verdadeiro nome é Briga Deiro, mas às vezes é chamado só de Briga. É um garoto de 10 anos. Seus pais se chama José e Cacau, e seu sobrenome é Leite Condensado. Pratica boxe, caratê, jiu jitsu e capoeira. Também adora jogar bola com seu amigo Laricão. Ele está sempre querendo dar umas "bulacha" na Bruxa Anoréxica e morre de medo de ser beijado pela Zuzu. Seu maior segredo é que ele se transforma no super cantor pop star "Michael Jaca" toda vez que alguém fala a palavra jaca. Até hoje, ele é um brigadeiro, literalmente.
- Maria Mole é a melhor amiga de Zuzu,e também é muito preguiçosa. Seu passatempo favorito é dormir. Quando crescer, quer trabalhar em uma fábrica de colchões. Seu animal favorito é o bicho preguiça. Ama gelatina, e sempre anda devagar. Desde sua criação original, Ela tem cabelos cor-de-rosa com duas maria chiquinhas e um pijama da mesma cor. Vive segurando um travesseiro.
- Laricão é o melhor amigo de Briga Deiro.  Ama comer, deitar e rolar em poças de ketchup e mostarda. Muitas vezes, se confunde com um cachorro quente, e acaba se mordendo em consequência. Quando alguém oferece a ele um sanduíche, ele acaba mordendo a mão da pessoa também. Desde sua criação original, ele não é vermelho.
- Pipoca tem 12 anos. Ama batucar na panela, saltitar no sofá e ir ao cinema. Também adora pular carnaval. A Zuzu é sua melhor amiga. Não mudou nada desde seu projeto original.
- Fast Food é o mensageiro do Rei e dono de uma lanchonete. Está sempre com pressa, fala muito rápido e quase ninguém consegue entender o que ele diz. Ele fica irritado quando tem que atender a Maria Mole, pois ela demora demais para escolher o pedido. Não gosta de assistir filmes, mais ama comerciais de TV, pois são mais rápidos. Ama patinação e corrida. Desde o original, ele é todo coberto por sanduíches.
- Suspiro é um garoto romântico de 12 anos que namora a Pipoca. Adora dar dicas para seus amigos de como conquistar uma garota. Sua comida favorita é marshmalow. É apelidado de Cabeçado e sua banda favorita é Sunday e Zunior (alusão a Sandy & Júnior). Desde seu projeto original, ele é coberto de suspiro, tem cabelos loiros e um colete vermelho.
- Sushiroco é um sushiman, dono de karaokê e contador de mentiras. Mora em uma casa no fundo do mar. Tem dois mascotes, Aginomoto e Missushiro, seus tubarões de estimação. Ama contar histórias de pescador. Diz que ficou louco porque certa vez deu uma cabeçada em um tubarão martelo. Assim como a Pipoca, não mudou nada desde seu projeto original.
- Rei Apetite é o rei de Zuzubalândia. Tem um forte sotaque italiano e vive escorregando no tomate. No programa, têm um bloco chamado "Onze e Meia Muzzarela". Desde o original, ele tem um chapéu de cozinheiro, um avental verde, uma camisa amarela e uma calça marrom.
- Bruxa /Princesa Geminha é uma princesa, que foi transformada em bruxa por uma maldição. Quer destruir Zuzubalândia, pois odeia comida e vive de regime. Sua mascote se chama Garfídea, uma aranha que solta pum. Ela se acha muito bonita. Até hoje, suas roupas têm detalhes dourados.
- Leão Jujubo é um leão falante que tem um sotaque baiano, usa uma gravata e tem uma juba feita de jujubas, por isso o segundo nome " Jujubo".
- Batata Fritz é um menino com cabelo de tiras de batata e usa uma camisa com seu nome. Ele sabe plantar batatas.

## Série animada
Zuzubalândia é uma animação infantil brasileira inspirada no livro Jujubalândia, de Mariana Caltabiano, a criadora e roteirista da série. O programa gira em torno de Zuzu, uma abelinha que mora em Zuzubalândia (no livro original, se chamava Jujubalândia) junto com todos os seus amigos.

## Zuzubalândia - O Musical
Zuzubalândia - O Musical é um espetáculo musical infantil inspirado no livro Jujubalândia, da autoria de Mariana Caltabiano (diretora e roteirista do show) que aborda de modo lúdico e sutil a importância do equilíbrio na alimentação e o perigo dos exageros. A produção é uma realização da Maestrobrazil & Mariana Caltabiano Criações. Teve sua primeira apresentação no dia 1º de setembro de 2013 no Teatro das Artes. O espetáculo foi orçado em 530 000 reais.